# Aragona
Aragona je naselje v pokrajini Agrigento na italijanskemu otoku Sicilija
z 10.000 prebivalci.